# Тром-20
«Тром-20» — трёхзвенный 12-колёсный вездеход-амфибия на шинах сверхнизкого давления. Последняя секция может отцепляться.
Предназначен для круглогодичной и всепогодной эксплуатации и способен перевозить 5 тонн груза по болотам любых категорий и на плаву или 25 человек. При движении по плотным грунтам грузоподъемность составляет 10 тонн.

## Особенности конструкции
Конструкция состоит из трёх секций. Днище секций (производитель называет их лодками за герметичность и способность держаться на плаву) — плоское, все узлы и агрегаты находятся внутри секций. Каждая секция имеет по 4 колеса, приводимых в движение зубчатыми роликами за рисунок протектора шин. При этом, ролик на ходу очищает протектор от снега и грязи. Поворачивает вездеход за счёт излома рамы между первой и второй секциями, а при движении задним ходом рулевой является последняя секция. Мосты использованы от ГАЗ-66. 
В качестве силового агрегата используется дизельный двигатель ЯМЗ-534 мощностью 200 л. с. и крутящим моментом 700 Нм от грузовика Газон-Next. 
«Тром-20» имеет автомобильный руль, рычаги для переключения передний/задний ход и только одну педаль  —  сцепления. Обороты двигателя регулируются с помощью специального поворотного регулятора на приборной доске машины. Вместо КПП используется гидрообъёмная трансмиссия: двигатель крутит через карданную передачу три насоса в едином блоке. При этом, один из насосов приводит восемь колёс первых двух секций, другой — четыре задних последней отцепляемой секции. Третий насос приводит в действие дополнительно оборудование: кран-манипулятор, чтобы грузить брёвна, или гребной винт для движения по воде. 
Подвеска вездехода — балансирная. Каждая пара колёс крепится на металлическое «коромысло», в центре которого проходит ось. Через ось проходит привод колес. На твердом грунте коромысло движется свободно и обеспечивает вездеходу хорошую проходимость — ход колеса составляет больше метра. При езде по болотам специальный механизм фиксирует коромысло в продольной плоскости, для того чтобы из-за того, что ролик крутится назад, заднее колесо не погружалось в грунт, а переднее — не отрывалось от земли. 

## Технические характеристики
- Колесная формула : 12x12 / 8x8 (с отцепленной последней секцией)
- Длина, мм : 14 500 / 9000 (с отцепленной последней секцией)
- Ширина, мм : 3200
- Высота, мм : 3200
- Вес сухой : 10 000/6 000 кг
- Скорость максимальная : 25 км/час
- Скорость минимальная : 0,2 км/час
- Скорость на плаву : 4 км/час
- Максимальная тяга на крюке : 8 т
- Максимальная скорость на максимальной тяге : 6 км/час
- Дополнительные гидросистемы : 2 шт
- Размер шин : 1750х800 мм
- Независимая подкачка колес : есть
- Давление в шинах : от 0,1 атм до 0,5 атм
- Глубина преодолеваемого снежного покрова : любая
- Глубина преодолеваемых водных препятствий : любая (плавает)
- Высота преодолеваемого уступа : 1,5 м
- Двигатель : ЯМЗ-534 мощность 200 л.с /700 н.м
- Топливные баки : 250 л
- Категория прав : А3

## Галерея

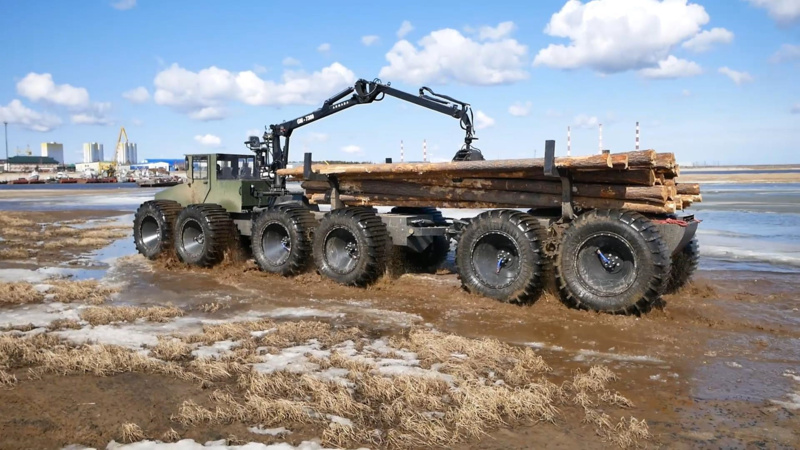
Общий вид
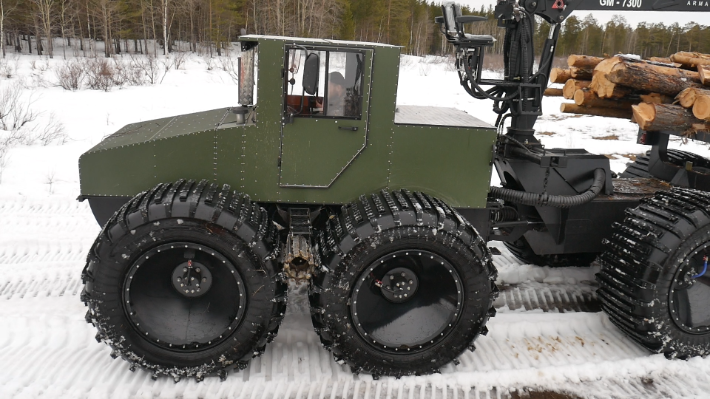
Роликовый привод колёс
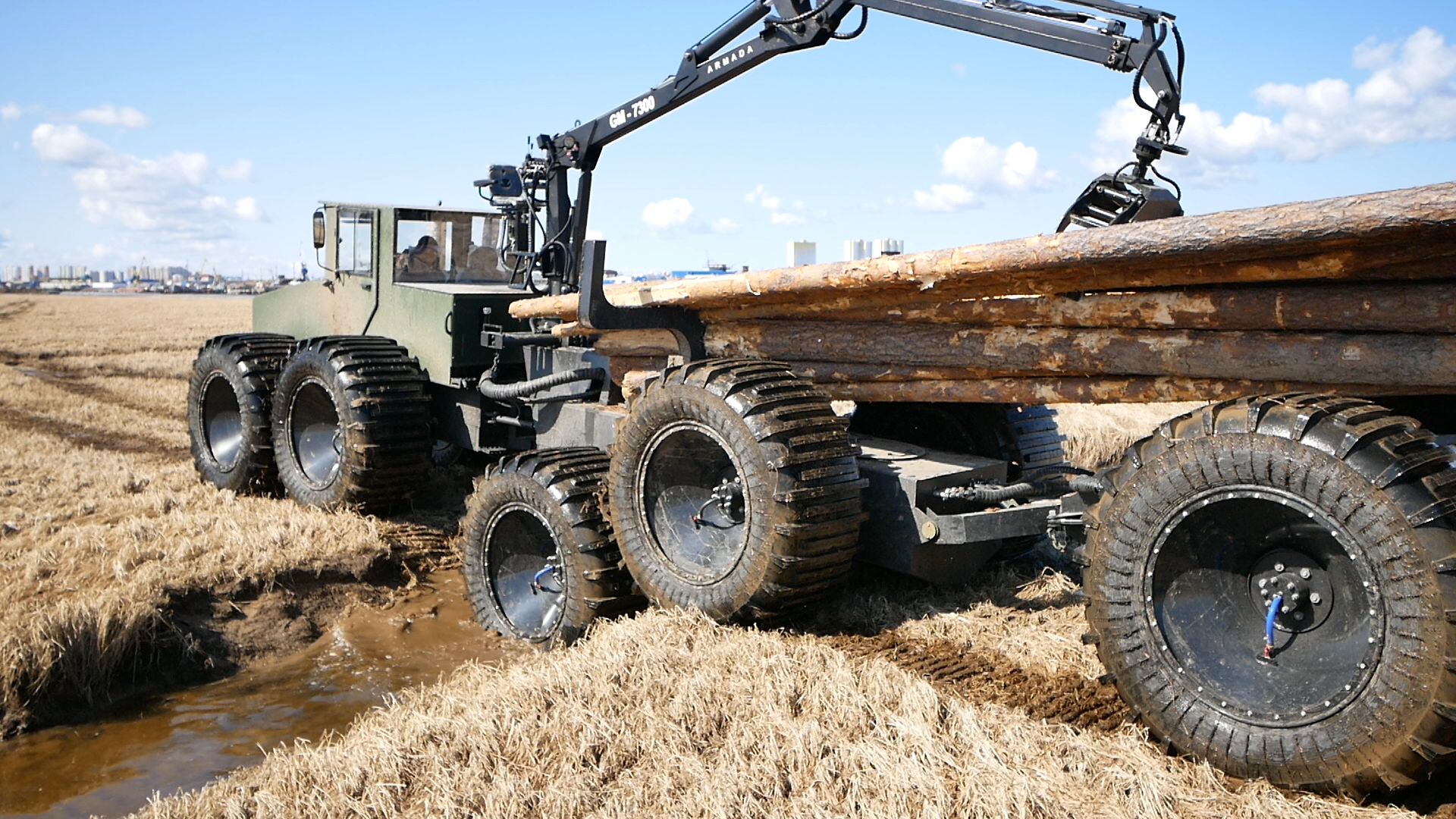
Работа балансирной подвески
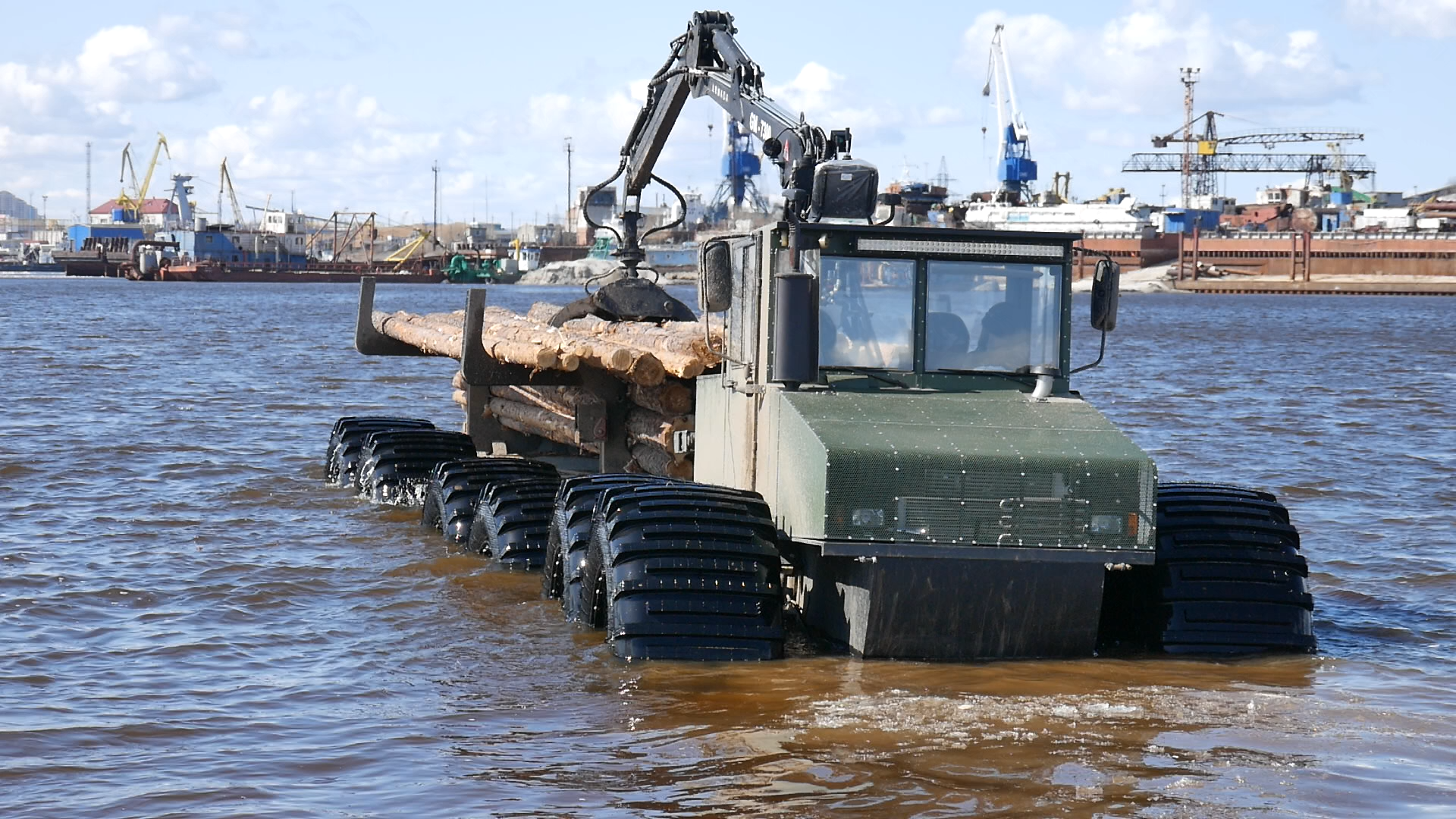
На плаву

## Модификации

### Тром-20 УЭС
«Тром-20 УЭС» — форвардер, способный передвигаться по болотам и плавать. Грузоподъёмность машины составляет 10 тонн при собственном весе 8 тонн. Главной особенностью «Тром-20 УЭС» является центральное расположение кабины и наличие двух погрузочных площадок, что обеспечивает равномерную развесовку по осям как пустой, так и гружёной машины. Длина передней грузовой площадки составляет 4 м, задней — 5 м. Компоновка машины — среднемоторная, двигатель расположен внутри первой секции. На вездеход устанавливаются шины сверхнизкого давления размером 1750х800 мм, планируется установка 2000х900 мм (в этом случае грузоподъёмность увеличится до 14 т). При застревании «Тром-20 УЭС» может подкладывать бревна под свои колеса, приподнимая их благодаря активной балансирной подвеске. Конструкция форвадера защищена патентом международного уровня.

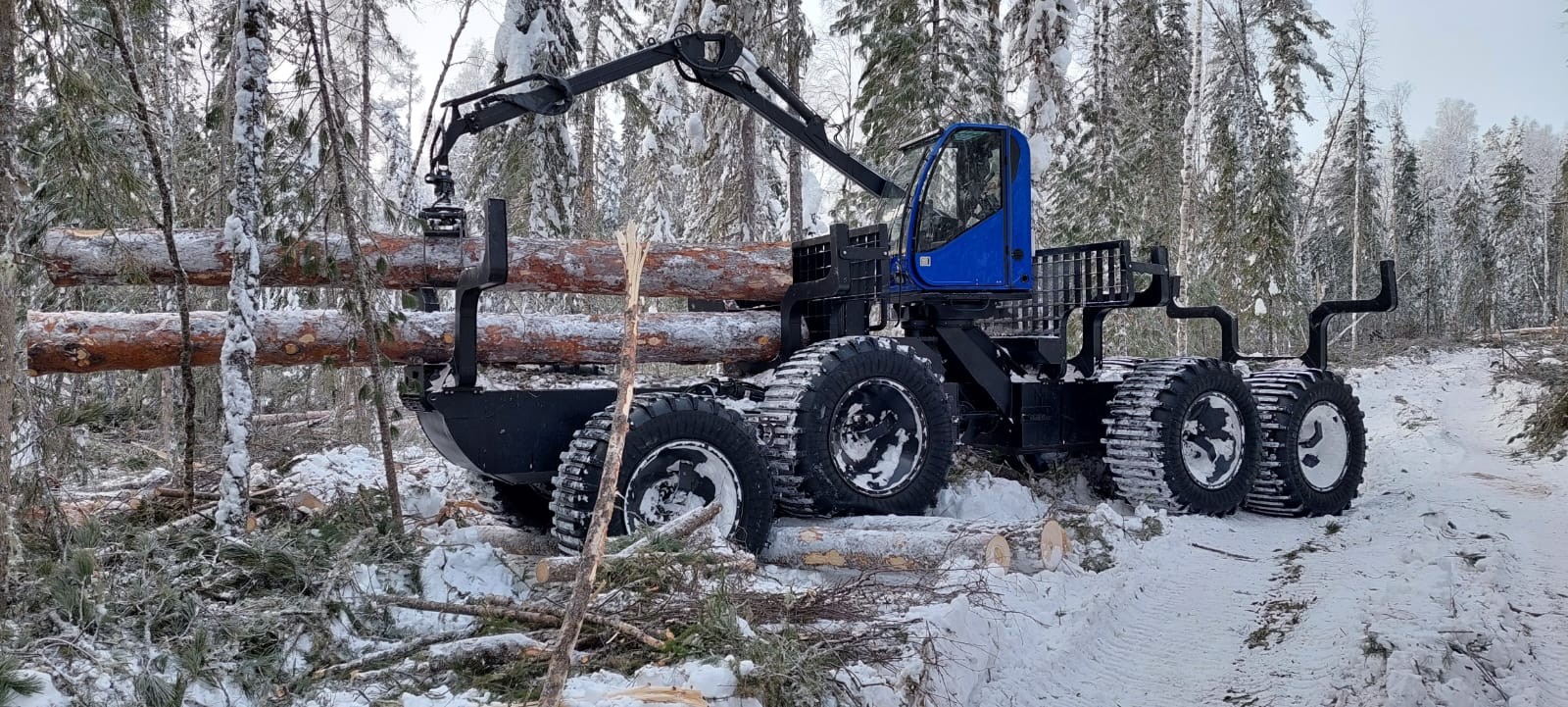
Тром-20 «УЭС» - общий вид
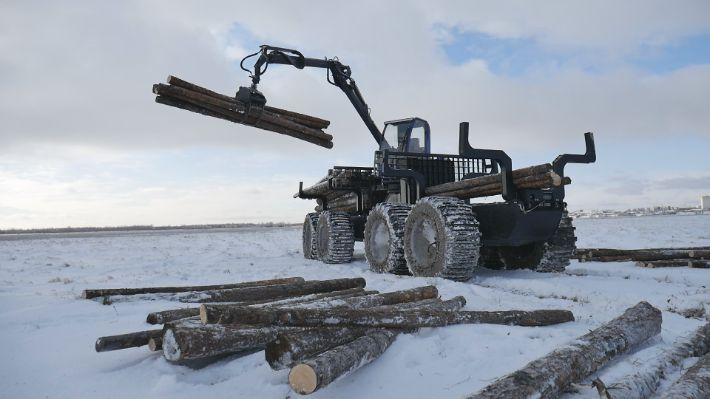
Процесс погрузки
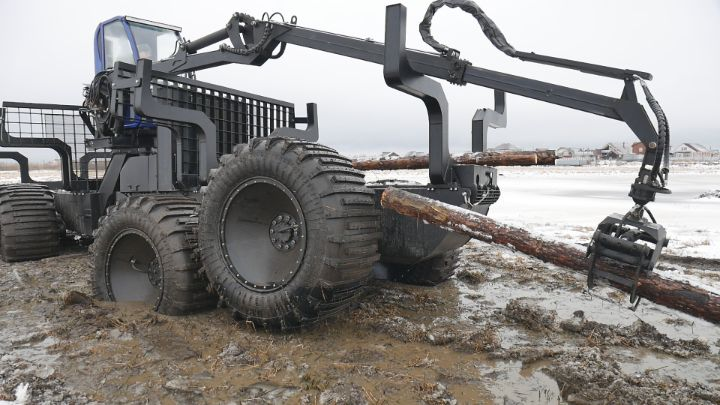
При застревании «Тром-20 УЭС» может подкладывать бревна под свои колеса, приподнимая их благодаря активной балансирной подвеске
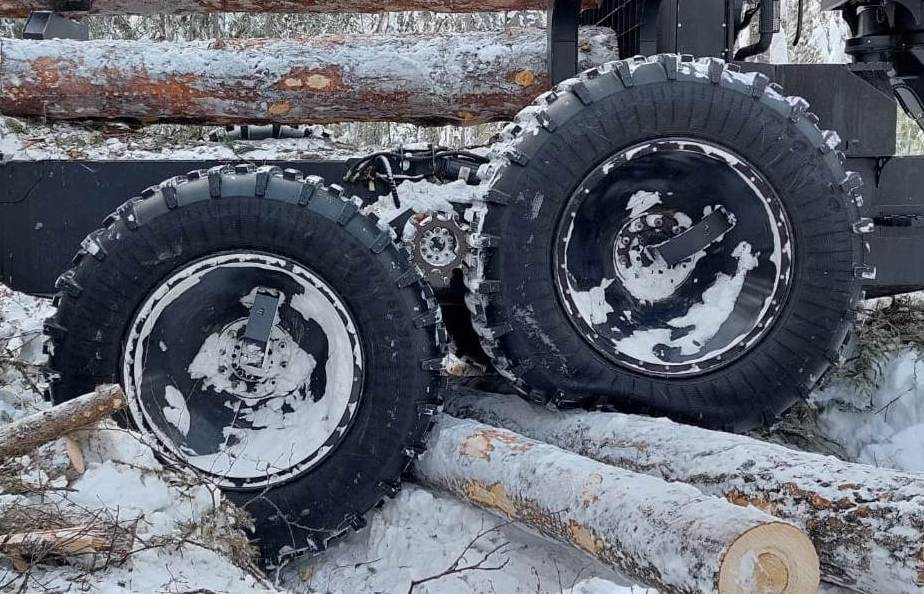
Роликовый привод колёс